# Криуша (Вознесенский район)
Криуша — село в Вознесенском районе на юге Нижегородской области.
В селе расположена Церковь Владимирской Божьей матери — памятник архитектуры, истории и культуры.

## География
Село находится в юго-западной части Нижегородской области, в зоне хвойно-широколиственных лесов , к востоку от автодороги 22К-0083, к северо-западу от реки Мокша, на расстоянии приблизительно 10 километров (по прямой) к юго-западу от Вознесенского, административного центра района.

### Климат
Климат характеризуется как умеренно континентальный, с тёплым летом и холодной снежной зимой. Среднегодовая температура — 3,7 °C. Средняя температура воздуха самого тёплого месяца (июля) — 19 °C (абсолютный максимум — 39 °C); самого холодного (января) — −11 °C (абсолютный минимум — −44 °C). Среднегодовое количество атмосферных осадков составляет около 460—480 мм. Снежный покров держится в течение 140—145 дней.

### Часовой пояс
Село Криуша, как и вся Нижегородская область, находится в часовой зоне МСК (московское время). Смещение применяемого времени относительно UTC составляет +3:00.

## Население
| 1999 | 2002 | 2010 |
| ---- | ---- | ---- |
| 1024 | ↘968 | ↗990 |